# Муниба Мазари
Муниба Мазари (урду: منیبہ مزاری; рођена 3. марта 1987, такође позната и као „Гвоздена дама Пакистана“) пакистанска је активисткиња, водитељка, модел, певачица и мотивациона говорница. Постала је пакистанска национална амбасадорка за Жене УН након што је ушла у ужи избор Би-Би-Си-јеве листе 100 Инспиративних жена 2015. године. Такође је доспела и на Форбсову листу најуспешнијих 30 испод 30 током 2016. године.
Муниба Мазари је такође први пакистански модел и водитељка која користи инвалидска колица. Она користи инвалидска колица због повреда које је задобила у саобраћајној несрећи када је имала 21 годину. Појавила се као водитељка у друштвеној емисији Main Nahi Hum.

## Лични живот
Муниба Мазари Белуџи припада народу Белуџи, а припада племену Мазари. Рођена је у Рахијар Хану који се налази у јужном Панџабу 3. марта 1987. године. Муниба је ишла у војну јавну школу, а касније је похађала колеџ у свом родном граду и стекла звање Бечелор лепих уметности. Са 18 година, пре него што је завршила студије, удала се. Године 2008. доживела је несрећу, у којој је остала параплегичарка.

### Несрећа и опоравак
Дана 27. фебруара 2008. Муниба је са својим супругом путовала из Квете у Рахијар Хан. Њихов аутомобил је учествовао у судару, у којем је задобила неколико тешких повреда, укључујући преломе костију руке (и палчане и лакатне кости), ребра, лопатице, кључне кости и кичме. Њена плућа и јетра су такође били дубоко посечени. Штавише, цео доњи део њеног тела остао је парализован. Одведена је у оближњу болницу која није била опремљена да се носи са тако тешким случајем. Затим је премештена у болницу у Рахијар Хан, и на крају је примљена у Универзитетску болницу Ага Кан у Карачију. После операције, остала је прикована за кревет две године. Затим је почела физиотерапију која јој је помогла да се опорави довољно да користи инвалидска колица.
Након лечења задобијених повреда, Муниба се преселила у Равалпинди. Године 2011, четири године након несреће, Муниба је усвојила сина Наела.

## Каријера
Муниба Мазари је стекла славу у више области, као уметница, активисткиња, водитељка, модел, певачица и мотивациона говорница. Међутим, највећи део њене каријере је изграђен на сликању и мотивационом говору.
Док је сликала, нашла је посао радећи за Ариба Азхара и водећи његову Фејсбук страницу за плату. Такође је почела да ради у школи свог сина покренувши стартап пројекат под називом Dheeray Bolo (Говори полако), који је обухватао подучавање урду језика у различитим школама. Тадашњи генерални директор Пакистанске телевизије (ПТВ), Мохамед Малик, сазнао је за њу због њеног ТЕД говора и позвао ју је да ради на ПТВ-у. Такође је радила за Clown Town у септембру 2014. године, што јој је омогућило да ради са децом и старима.
Осим тога, Мунибу је козметичка кућа Пондс изабрала за Пондову чудесну жену. Такође ју је одабрао међународни фризерски салон Тони & Гуи да постане први модел који користи инвалидска колица у Азији. Њена прва кампања за њих звала се Women of Substance (Жене од значаја).
Муниба Мазари је била део кампање Dil Say Pakistan за ширење осећаја патриотизма и јединства у Пакистану. Наступала је као певачица за њих, укључујући и видео снимак на Јутјубу који је објављен у августу 2017. као део њихове кампање за Дан независности.
У јуну 2019. године, Мунибу је претходни премијер Пакистана Имран Хан именовао представницом првог пакистанског Националног савета за младе.

### Сликање
Муниба је почела да слика у свом болничком кревету. Њен омиљени стил је акрил на платну. Са слоганом „Нека ваши зидови носе боје”, креирала је сопствени уметнички бренд под називом „Мунибино платно”. Свој рад је представила на изложбама, укључујући шестодневну изложбу одржану у Лахореу од 19. до 24. априла 2016. године. Ова изложба је одржана у Колекционарској галерији и садржала је 27 акрилних слика.
Њена прва међународна изложба одржана је у Дубаију - под називом „И бирам да живим” - у Пакистанском удружењу Дубаија. Дводневну изложбу – коју су организовали Амбасада Пакистана и Колекционарска галерија из Лахореа – отворио је Моазам Ахмад Хан, пакистански амбасадор у УАЕ.
Своја дела је излагала на неколико других изложби, као и у добротворне сврхе, укључујући:
- УСЕА Арт клуб, Исламабад (самостална изложба) [3]
- Галерија Номад Арт (Групна изложба)[3]
- Галерија уметности и заната племенског наслеђа, Исламабад (групна изложба)[3]
- Светска галерија Моја уметност, Исламабад (групна изложба)[3]
- Радила је на пројекту за Амбасаду Сједињених Америчких Држава за операције у иностранству, Исламабад[3]
- Добротворна уметничка изложба аустралијских високих комесара за хришћанску школу у Равалпиндију[3]
- Изложба у хотелу Серена, Исламабад, сарађивала са Националним универзитетом модерних језика[3]
- Сарађивала је са три уметника на изложби у Уметничком савету, Равалпинди, 2011. године[3]
- Учествовала је у добротворној акцији за Високе комесаре Уједињених нација за избеглице (УНХЦР). Такође је поклонила слику УНХЦР-у и Министарству за развој жена током изложбе за избеглице коју је организовала невладина организација САЦХ (Борба за промене) са седиштем у Исламабаду[3]

### Мотивационо говорништво
Учествовала је као мотивациони говорник на различитим фронтовима, а њена први виђенији наступ био је TED Talks, Исламабад. Неки од њених запажених радова као говорнице укључују:
- Мрежа предузетника, Пакистан[3]
- Мотивациони говор у војној јавној школи у Пешавару и комбинованој војној болници у Пешавару. Такође је певала песму Ye Watan Tumhara Hai Мехдија Хасана[3]
- Самит лидера[3]
- Мотивациони говор у Центру за обуку Банк Алфалах, Лахоре[3]
- Позвана као гошћа на Дан женског предузетништва у пословној школи Националног универзитета науке и технологије[3]
- Говорила о социјалном предузетништву на Омладинском окупљању Алумни 2014.[3]
- Организација младих председника[12]
- В-кон Малезија[12]
- В-кон Дубаи[12]

## Награде и почасти
- 100 инспиративних жена 2015. (ББЦ)
- 500 најутицајнијих муслимана света
- Прва пакистанска амбасадорка добре воље за жене УН
- Форбсових најуспешнијих 30 до 30 година - 2016.
- Награда браће Карић 2017. у Србији од стране Карић фондације

### Награда браће Карић
Муниба Мазари је добила награду браће Карић (2017.) у Београду, у категорији хуманитарне активности.